# Fernando Carlos I Gonzaga
Fernando Carlos I Gonzaga, também conhecido por Carlos III de Mântua, em italiano Ferdinando Carlo I Gonzaga ou Carlo III di Mantova (Revere, 31 de agosto de 1652 – Pádua, 5 de julho de 1708), foi o décimo e último duque de Mântua (1678-1692), oitavo e último duque de Monferrato e terceiro e último príncipe de Arches.
Por casamento com Ana Isabel Gonzaga. veio a ser, também, duque de Guastalla (1678-1692).

## Biografia
Fernando Carlos era filho de Carlos II, duque de Mântua e Monferrato e de Isabel Clara de Habsburgo. Sucede no governo dos ducados aos treze anos, em 1665, aquando da morte de seu pai.
A mãe assumiu a regência até que o filho atinja a maioridade (1669). Graças aos bons ofícios da tia Leonor de Gonzaga-Nevers, viúva do imperador Fernando III de Habsburgo, o jovem duque casou em 1671 com Ana Isabel Gonzaga, filha de Ferrante III Gonzaga, Duque de Guastalla, que lhe trouxe em dote os seus direitos sobre o ducado de seu pai (e respetivos feudos) que haviam sido alvo de uma feroz disputa entre os dois ramos da dinastia.

## Último duque
Em 1666, Fernando Carlos recebe a investidura imperial do Ducado de Mântua. O seu primeiro ato de governo foi parar os abusos verificados nas receitas judiciais empreendendo, logo em seguida, uma reforma da ordem pública no ducado. Apesar de bastante inteligente, Fernando Carlos era um apaixonado pela música, dedicava-se mais às mulheres e aos cavalos, do que ao governo dos seus dois estratégicos estados como eram os ducados de Mântua e de Monferrato.

## Viagens por Itália e Hungria
Empreendeu uma viagem a Roma para uma visita de estado ao papa Inocêncio XI. Na mesma ocasião foi recebido pela rainha Cristina da Suécia que, na altura, vivia na cidade eterna. Depois, dirige-se a Nápoles onde a especial atenção dispensada pelo vice-rei lhe agradou particularmente.
Em 1687, foi até à frente da guerra austro-turca durante a Batalha de Mohács, apesar de não ter tido uma participação direta, regressando a Mântua em 6 de outubro desse ano.

## Alianças: entre França e o Sacro Império

### A ocupação de Casale
Durante o governo de Fernando Carlos, o Ducado de Mântua teve um período de desenvolvimento e maior autonomia face ao império, o que levantou as suspeitas dos espanhóis que, instalados em Milão e temendo o fortalecimento deste seu pequeno vizinho, decidiram suspender o pagamento anual de 50 000 coroas pela guarnição que ocupava a cidadela de Casale, irritando o duque Fernando Carlos.
Obtida a sucessão do Ducado de Guastalla por morte do seu sogro em 1678, mas desapontado com a oposição Austríaca, manteve conversações secretas com o rei de França Luís XIV que pretendia controlar a fortaleza de Casale. O acordo falhou uma vez que o seu enviado a Versalhes, o conde Ercole Antoniom Mattioli, revelou publicamente o acordo, acabando prisioneiro em Pinerolo em 1679, sendo, muito provavelmente, o famoso homem da máscara de ferro.
O duque negou tudo mas concluiu um novo pacto com os franceses em 1681, em que, a troco da ocupação de Casale por tropas francesas, o duque receberia uma compensação anual de 60 000 liras, o título de generalíssimo do exército francês e parte de qualquer futura conquista francesa em Itália. Apesar de ser previsto apenas a cedência da fortaleza, o comandante francês ocupou, em 29 de setembro de 1681, toda a cidade de Casale e o duque ficou desacreditado em Itália. Só em 1695, após a demolição da poderosa praça forte pelas tropas espanholas, Fernando Carlos reentrou na posse da cidade, agora privada do seu valor militar e estratégico.
Fernando Carlos iniciou a fortificação de Guastalla com a ajuda secreta de militares franceses, com o fim de as poder, mais facilmente, ceder à França mas, em 1689, o governador de Milão, dom Antonio Lopez de Ayala Velasco y Cardeñas, dirigiu-se a Guastalla e ordenou o demolição das fortificações, desmantelamento concluído pelo seu sucessor, Vicente Gonzaga, Duque de Guastalla.

### Guerra de Sucessão de Espanha
Durante a Guerra da Sucessão Espanhola, Fernando Carlos I escolheu de novo o lado francês e, em 1699, foi despojado do Ducado de Guastalla a favor do cunhado, Vicente Gonzaga.
Após ter concordado com a entrada das tropas da coligação dos Bourbons em Mântua (5 de abril de 1701), o imperador Leopoldo I acusou Fernando Carlos de felonia perante o Supremo Tribunal do Império, e as tropas imperiais comandadas por Eugénio de Saboia invadiram o Ducado de Mântua e cercam a capital que acabam por ocupar. Fernando Carlos refugiou-se em Casale, confiando a regência à sua mulher Ana Isabel, que acabará por falecer apenas com 48 anos, em 19 de novembro de 1703. O duque regressa a Mântua apenas por ocasião do funeral.

### Epílogo
Por fim, depois de ter sido considerado traidor pelo imperador José I (1701) e após os franceses terem sido expulsos para lá Alpes (1706), a Dieta de Ratisbona confirmou a acusação de felonia e, em 30 de junho de 1708, todas as suas possessões são-lhe confiscadas. O Ducado de Mântua foi incluído na Lombardia austríaca, e a Casa de Saboia anexou a restante metade do Ducado de Monferrato.
O duque morreu nesse mesmo ano exilado em Pádua.

## Casamentos e descendência
Fernando Carlos casou, em primeiras núpcias, com Ana Isabel Gonzaga, do ramo dos Gonzaga-Guastalla, filha do duque Ferrante III Gonzaga, que lhe trouxe em dote o Ducado de Guastalla, falecida em 1703.
Desejoso de encontrar uma nova esposa, e após ter analisado diversas possibilidades entre as quais a riquíssima princesa de Condé, acaba por se casar em Tortona com princesa francesa Suzana Henriqueta de Lorena, em 8 de novembro de 1704. Conhecida por Mademoiselle d’Elbeuf, era filha de Carlos de Lorena, duque de Elbeuf. Apesar de pertencer a uma casa ducal não reinante os Lorena-Elbeuf eram, tal como os Gonzaga-Nevers, uma linha ducal sob influência francesa.
De nenhum dos casamentos houve descendência e apenas deixou filhos ilegítimos:
- João (Giovanni) (1671-1743), que casou com Charlotte Isabelle de Combardel;
- Joana (Giovanna), (?-1739), que casou com o conde Jacopo Bardoxi;
- Clara (Chiara) (1686-1749), monja capuchinha;
- Maria Isabel (Maria Elisabetta) (1695-?), monja capuchinha;
- Carlos (Carlo) (1692-1771), que seguiu a carreira eclesiástica, fixando-se no Vaticano;
- Isabel (Isabella) (1694-1753), freira.

## Galeria

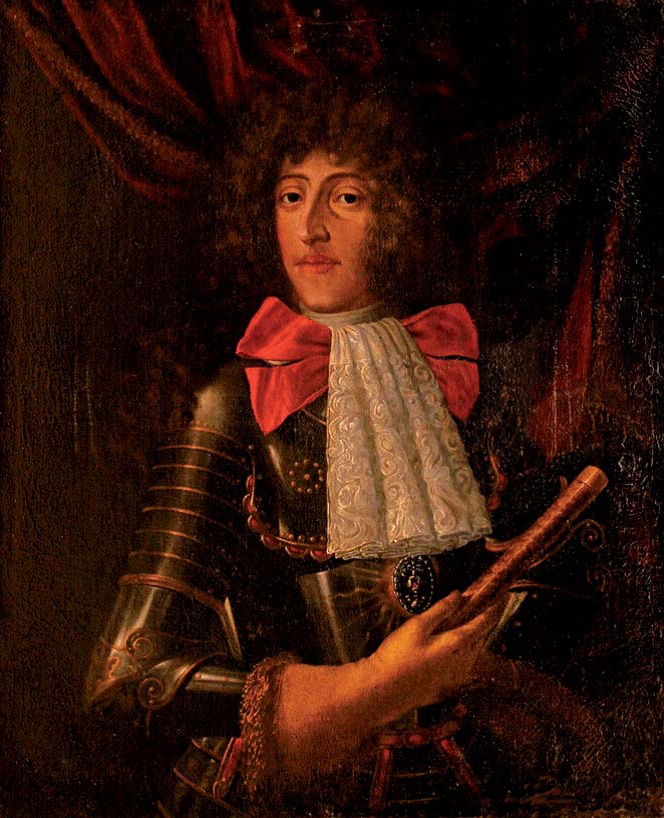
Fernando Carlos ainda jovem
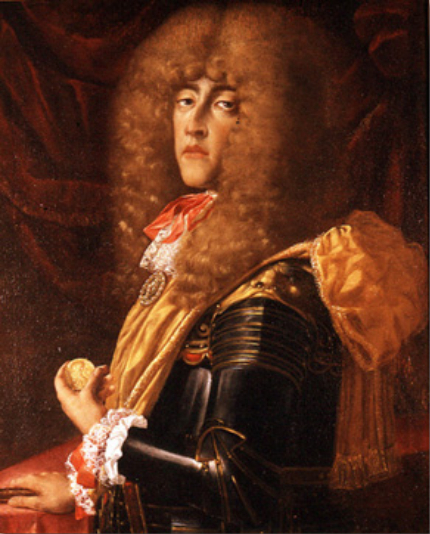
Fernando Carlos, por Franz Geffels
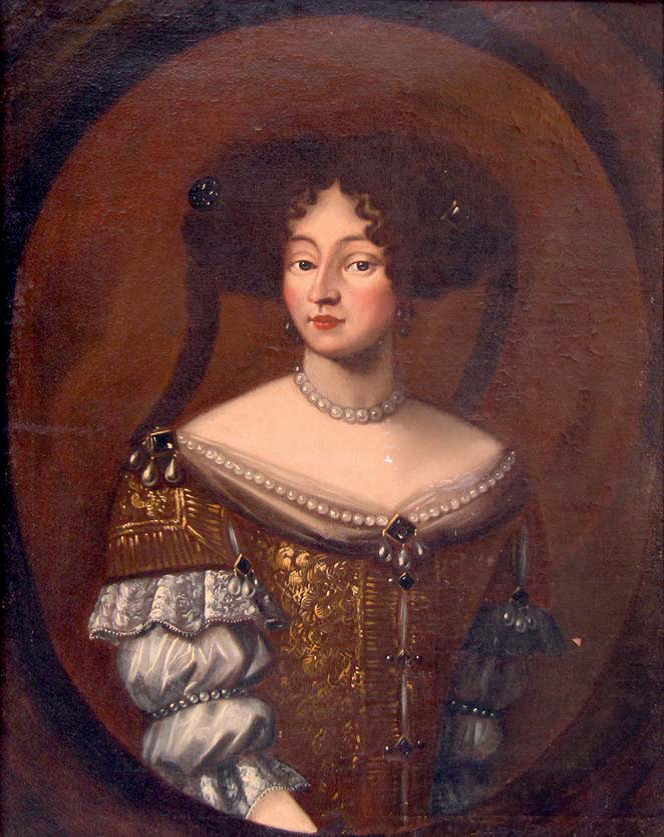
Ana Isabel de Gonzaga-Guastalla, primeira mulher de Fernando Carlos
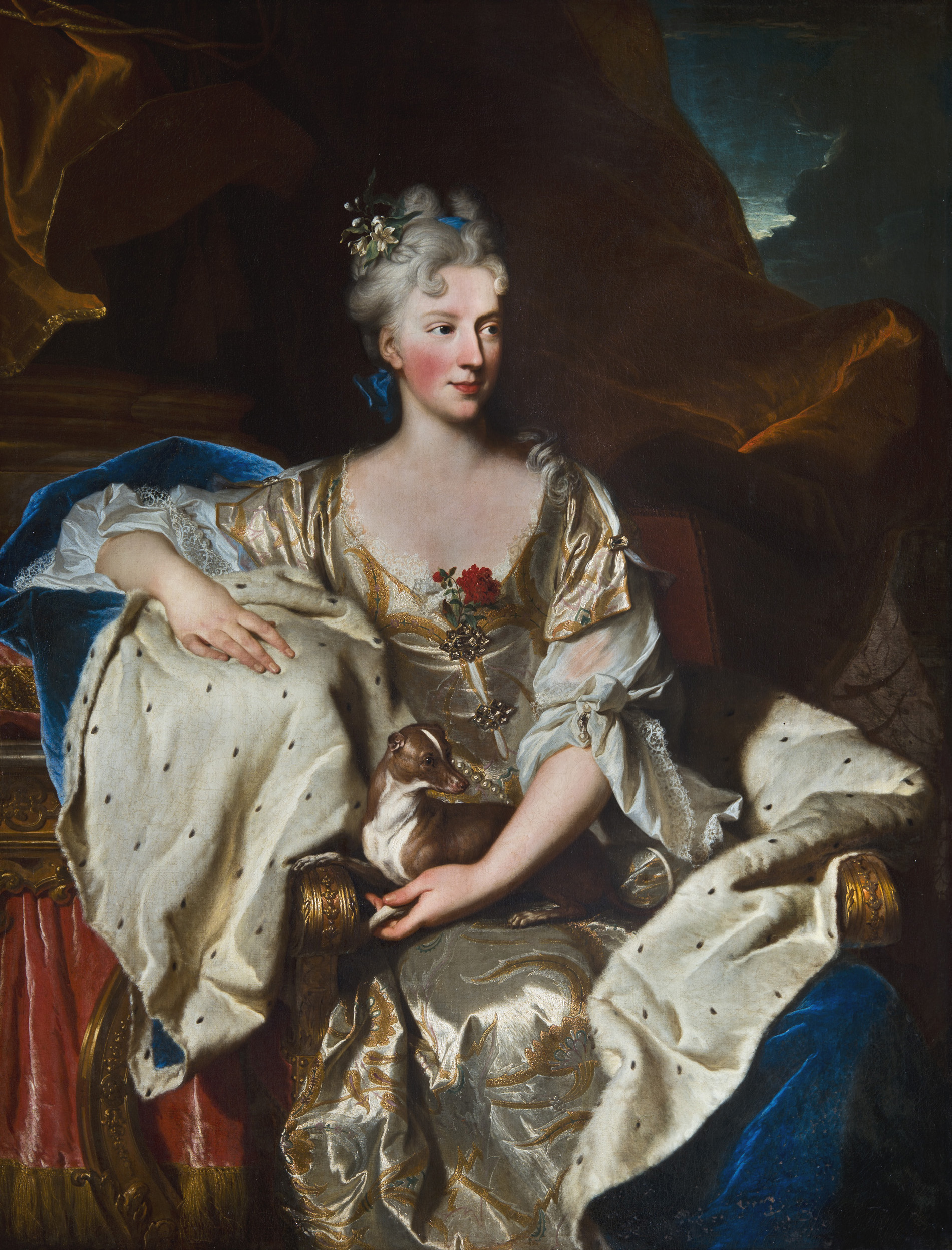
Susana Henriqueta de Lorena, segunda mulher de Fernando Carlos

## Títulos, tratamentos, honras e brasão

### Títulos e tratamento
- 31 de agosto de 1652 – 14 de agosto de 1665: Sua Alteza, o príncipe herdeiro de Mântua e de Monferrato
- 14 de agosto de 1665 – 5 de julho de 1708: Sua Alteza, o duque de Mântua e de Monferrato

### Honras
- Grão-Mestre da Ordem militar do Sangue de Jesus (último)

### Brasão de armas
| Brasão | Descrição |
| ------ | --- |
|        | Fernando Carlos de Gonzaga (-Nevers), Duque de Mântua e de Monferrato Esquartelado: no I e no IV Gonzaga de Mântua, com o brasão do Monferrato; no II e no III cortado, o primeiro partido de três, o segundo de dois, o que dá sete quartos: no I de gules com uma roda de oito raios em flor de liz de ouro com um escudete de prata sobre o todo (Clèves); no II, de ouro com uma faixa em quadricula de prata e gules de três filas, 8,8,8 (Marck); no III, de azure semeado de flores de liz de ouro com um lambel de gules acastelado de nove peças de ouro (Artois); no IV, de negro com um leão de ouro armado e lampassado de gules (Brabante); no V, de azure semeado de flores de liz de ouro com bordadura composta de prata e de gules (Borgonha moderno); no VI, de gules com três pentes de ouro colocadas 2, 1 (Rethel); no VII, esquartelado: no I e no IV, de azure com três flores de liz de ouro colocadas 2, 1, no II e no III, de gules com bordadura de prata (Albret d'Orval); sobre o todo de azure com três flores de liz de ouro colocados 2, 1, com bordadura de gules carregada de oito besantes de prata (Alençon) |